# П'єро де Понте
П'єро де Понте (італ. Piero de Ponte; 26 серпня 1462 — 17 листопада 1535) — 44-й великий магістр ордену госпітальєрів у 1534—1535 роках.

## Життэпис
Походив з п'ємонтського шляхетського роду Понте, гілки роду Ломбіаско. За жіночою лінією був родичем роду Казаль-Грос. Народився 1462 року в м.Асті. Син Антоніо Джованні дель Понте, сеньйора Кастеллеро та Ломбріаско, і Луїзи ді Сан-Мартіно-ді-Альє.
Замолоду став братчиком ордену госпітальєрів. Невдовзі призначається бальи Сант-Еуфемії (Калабрія). Належав до прихильників неухильного дотримання орденського статуту, дисципліни та суворих манер.
1503 року прибув на Родос, де призначається каштеляном замку і пристані Сан-Нікколо. Того ж року брав участь у битві при Александреті. Згодом призначається сенешалем ордена.
У 1522 році був командором острова Кос, але брав участь в обороні Родоського замку від османських військ. Після падіння фортеці залишався на острові.
26 серпня 1534 року обирається великим магістром. При цьому під час генерального капітулу на Мальті продовжив обороняти Кос. Отримавши звістку обрання відмовився від посади, але після 2 місяців умовлянь і під впливом обставин в умовах можливої нової війни з Османською імперією, погодився. Прибув на Мальту 10 листопада 1534 року.
Невдовзі доєднався до коаліції європейських держав на чолі із імператором Карлом V, відправивши тому 25 галер і 2 тис. солдатів під командуванням Боттіджеллі, пріора Пізи. На початку червня 1535 року почалася туніська кампанія, що була доволі успішною.
Водночас перші монети ордену, викарбувані на Мальті, відносяться саме до часу керування де Понте. Також продовжив споруджувати укріплення на Мальті. Змусив сицилійських торгівців продавати зерно ордену для забезпечення харчами мешканців Мальти.
П'єтро дель Понте у листопаді 1535 року і був похований в церкві св. Анни форту Сант-Анджело міста Біргу (тодішній столиці ордену госпітальєрів). Новим великим магістром став Дідьє де Сент-Жаль.